# 黑脸鹃鵙
黑脸鹃鵙（学名：Coracina novaehollandiae），又名大鹃鵙，是山椒鸟科鸦鹃鵙属的一种。分布于巴基斯坦、印度、斯里兰卡、中南半岛、印度尼西亚、澳大利亚、所罗门群岛、台灣以及中国大陆的云南、贵州、广西、广东、福建等地，多见于平原至海拔2000米的开阔次生阔叶林或针阔混交林以及也见于雨林。该物种的模式产地在大洋洲的塔斯马尼亚。

## 亚种
- 黑脸鹃鵙海南亚种（学名：Coracina novaehollandiae larvivora），是中国的特有物种。分布于海南等地。该物种的模式产地在海南岛。[3]
- 黑脸鹃鵙华南亚种（学名：Coracina novaehollandiae rexpineti）。分布于老挝、越南、台灣以及中国的广西、江西、广东、福建等地。该物种的模式产地在台湾。[4]
- 黑脸鹃鵙云南亚种（学名：Coracina novaehollandiae siamensis）。分布于印度、缅甸、泰国、老挝、柬埔寨、越南以及中国大陆的云南、贵州、广西等地。该物种的模式产地在泰国Mi-namkabren。[5]